# یدید کبالت (II)
یدید کبالت(II) (به انگلیسی: Cobalt(II) iodide) با فرمول شیمیایی CoI۲ یک ترکیب شیمیایی با شناسه پاب‌کم ۴۱۹۹۵۱ است. که جرم مولی آن 312.7421 g/mol (anhydrous) 420.83 g/mol (hexahydrate) می‌باشد. 